# Карл Бер
Карл Бер (англ. Karl Behr; 30 травня 1885 — 15 жовтня 1949) — колишній американський тенісист.
Найвищим досягненням на турнірах Великого шолома були фінали в одиночному та парному розрядах.

## Фінали турнірів Великого шолома

### Парний розряд (1 поразка)
| Результат | Рік  | Турнір               | Покриття | Партнер   | Суперники                   | Рахунок       |
| --------- | ---- | -------------------- | -------- | --------- | --------------------------- | ------------- |
| Поразка   | 1907 | Вімблдонський турнір | Трава    | Білс Райт | Норман Брукс Ентоні Вілдінґ | 4–6, 4–6, 2–6 |